# Alicio Solalinde
Alicio Ignacio Solalinde Miers (Villeta, Paraguay, 1 de febrero de 1952) es un exfutbolista y entrenador paraguayo de fútbol.

## Trayectoria
Su carrera como futbolista comenzó en el club de su ciudad natal Olimpia de Villeta. Después jugó para el Club Libertad y el Club River Plate, pero su mayor éxito lo tuvo con Olimpia donde se convirtió en un jugador clave al ganar varios títulos nacionales como el campeonato paraguayo en los años 1978, 1979, 1980, 1981, 1982 y 1983 e internacionales como la Copa Libertadores y la Copa Intercontinental en 1979. También formó parte de la selección paraguaya de fútbol de 1975 a 1981 logrando jugar 32 partidos internacionales y anotar 4 goles. Su logro más importante como futbolista para la albirroja fue la Copa América de 1979.
Tras retirarse del fútbol se convirtió en entrenador llegando a dirigir un gran número de equipos paraguayos como Olimpia, Club 12 de Octubre, Club 2 de Mayo, Club Atlético 3 de Febrero y Sportivo Luqueño.
También en Chile las temporadas de los años 1998, 1999 a Deportes Puerto Montt.
 En 2012 obtuvo el ascenso a la Primera División de Paraguay dirigiendo a Independiente de campo grande.

## Clubes

### Como futbolista
| Club        | País     | Año       |
| ----------- | -------- | --------- |
| River Plate | Paraguay | 1971-1977 |
| Libertad    | Paraguay | 1977-1978 |
| Olimpia     | Paraguay | 1979-1984 |

### Como entrenador
| Club                          | País     | Año       |
| ----------------------------- | -------- | --------- |
| Selección de Paraguay         | Paraguay | 1993      |
| Deportes Puerto Montt         | Chile    | 1998-1999 |
| Olimpia                       | Paraguay | 2000-2001 |
| 12 de Octubre                 | Paraguay | 2003      |
| Olimpia                       | Paraguay | 2003      |
| Independiente de Campo Grande | Paraguay | 2012      |
| Sportivo Luqueño              | Paraguay | 2013-2014 |
| 12 de Octubre                 | Paraguay | 2014      |
| Rubio Ñu                      | Paraguay | 2014      |
| Deportivo Santaní             | Paraguay | 2015      |
| River Plate                   | Paraguay | 2016      |
| 24 de Setiembre VP            | Paraguay | 2022-2023 |

## Palmarés

### Torneos nacionales e internacionales

#### Como futbolista
| Club                  | País                            | Año      | Año  |
| --------------------- | ------------------------------- | -------- | ---- |
| Primera División      | Olimpia                         | Paraguay | 1978 |
| Primera División      | Olimpia                         | Paraguay | 1979 |
| Copa Intercontinental | Olimpia                         | Paraguay | 1979 |
| Copa América          | Selección de fútbol de Paraguay | Paraguay | 1979 |
| Primera División      | Olimpia                         | Paraguay | 1980 |
| Primera División      | Olimpia                         | Paraguay | 1981 |
| Primera División      | Olimpia                         | Paraguay | 1982 |
| Primera División      | Olimpia                         | Paraguay | 1983 |

### Como entrenador
| Club             | País    | Año      | Año  |
| ---------------- | ------- | -------- | ---- |
| Primera División | Olimpia | Paraguay | 2000 |